# Greenwich, Maribor
Greenwich je izrazito urbano naselje v Mestni četrti Pobrežje v Mariboru. Poimenovana je po istoimenskem vzhodnem predelu Londona, s katerim je mesto Maribor pobrateno od leta 1967.

## Zgodovina
Začetki naselja segajo v pozna 50-ta leta dvajsetega stoletja, ko je na pobreškem platoju, Mariborska tekstilna tovarna (MTT), za svoje zaposlene pričela graditi stanovanjsko naselje. Sredi junija leta 1959 je Angleško industrijsko mesto Greenwich predlagalo prijateljsko sodelovanje. 2. oktobra 1960 je v Maribor pripotoval župan mesta Greenwich Harry Tatman in pred množico ljudi odkril tablo, s čimer je naselje uradno dobilo ime "Greenwich".
Greenwich je prvo mesto, s katerim se je Maribor pobratil. 5. maja 1967 je bila podpisana svečana listina o njunem prijateljstvu. Z izmenjavo delegacij in medsebojnimi obiski je sodelovanje preseglo običajne formalne okvire in preraslo v prijateljske odnose.
25. maja 2017, ob 50. obletnici pobratenja je delegacija Mestne občine Maribor, na čelu z županom dr. Andrejem Fištravcem, skupaj z delegacijo občine Greenwich, v greenwiškem predelu Woolwich slavnostno odprla park z imenom Maribor Park.

## Upravni položaj
Soseska je bila včasih v občini Maribor-Pobrežje samostojna krajevna skupnost s sedežem na Cesti XIV. divizije 4, danes pa je v sestavi MČ Pobrežje.